# Giải bóng đá Ngoại hạng Nga 2024–25
Giải bóng đá Ngoại hạng Nga 2024–25 (được biết với tên gọi Mir Russian Premier League hoặc là Mir Russian Premier Liga vì lý do tài trợ) là mùa giải thứ 33 của giải bóng đá ngoại hạng sau khi Liên Xô giải thể và cũng là mùa giải thứ 23 dưới tên gọi này.

## Các đội bóng
Tương tự như mùa giải trước, với 16 đội ở mùa này. Sau mùa giải 2023–24, Ural Yekaterinburg, Baltika Kaliningrad và Sochi đã xuống hạng chơi ở Giải bóng đá Hạng Nhất Nga 2024–25 sau 11, 1 và 5 năm. Các đội bóng giành được quyền thăng hạng bao gồm Khimki trở lại sau 1 năm vắng mặt, Dynamo Makhachkala và Akron Tolyatti có lần đầu tiên góp mặt ở giải đấu cao nhất nước Nga.

### Địa điểm
| Zenit Saint Petersburg        | Zenit Saint Petersburg        | Zenit Saint Petersburg        | Spartak Moscow | Spartak Moscow | Spartak Moscow | Rubin Kazan | Rubin Kazan | Rubin Kazan | Rostov                                 | Rostov                                 | Rostov                                 |
| ----------------------------- | ----------------------------- | ----------------------------- | --- | --- | --- | --- | --- | --- | -------------------------------------- | -------------------------------------- | -------------------------------------- |
| Sân vận động Krestovsky       | Sân vận động Krestovsky       | Sân vận động Krestovsky       | Otkrytiye Arena | Otkrytiye Arena | Otkrytiye Arena | Ak Bars Arena | Ak Bars Arena | Ak Bars Arena | Rostov Arena                           | Rostov Arena                           | Rostov Arena                           |
| Sức chứa: 67,800              | Sức chứa: 67,800              | Sức chứa: 67,800              | Sức chứa: 44,307 | Sức chứa: 44,307 | Sức chứa: 44,307 | Sức chứa: 45,093 | Sức chứa: 45,093 | Sức chứa: 45,093 | Sức chứa: 45,000                       | Sức chứa: 45,000                       | Sức chứa: 45,000                       |
|                               |                               |                               | | | | | | |                                        |                                        |                                        |
| Dynamo Makhachkala            | Dynamo Makhachkala            | Dynamo Makhachkala            | FakelKrasnodarOrenburgRostovAkhmatZenitDynamo MoscowLokomotivSpartakCSKAKhimkiKrylia SovetovAkronPari Nizhny NovgorodRubinDynamo · Makhachkala Vị trí của các đội bóng ở giải bóng đá Ngoại hạng Nga 2024–25 | FakelKrasnodarOrenburgRostovAkhmatZenitDynamo MoscowLokomotivSpartakCSKAKhimkiKrylia SovetovAkronPari Nizhny NovgorodRubinDynamo · Makhachkala Vị trí của các đội bóng ở giải bóng đá Ngoại hạng Nga 2024–25 | FakelKrasnodarOrenburgRostovAkhmatZenitDynamo MoscowLokomotivSpartakCSKAKhimkiKrylia SovetovAkronPari Nizhny NovgorodRubinDynamo · Makhachkala Vị trí của các đội bóng ở giải bóng đá Ngoại hạng Nga 2024–25 | FakelKrasnodarOrenburgRostovAkhmatZenitDynamo MoscowLokomotivSpartakCSKAKhimkiKrylia SovetovAkronPari Nizhny NovgorodRubinDynamo · Makhachkala Vị trí của các đội bóng ở giải bóng đá Ngoại hạng Nga 2024–25 | FakelKrasnodarOrenburgRostovAkhmatZenitDynamo MoscowLokomotivSpartakCSKAKhimkiKrylia SovetovAkronPari Nizhny NovgorodRubinDynamo · Makhachkala Vị trí của các đội bóng ở giải bóng đá Ngoại hạng Nga 2024–25 | FakelKrasnodarOrenburgRostovAkhmatZenitDynamo MoscowLokomotivSpartakCSKAKhimkiKrylia SovetovAkronPari Nizhny NovgorodRubinDynamo · Makhachkala Vị trí của các đội bóng ở giải bóng đá Ngoại hạng Nga 2024–25 | Krylia Sovetov Samara / Akron Tolyatti | Krylia Sovetov Samara / Akron Tolyatti | Krylia Sovetov Samara / Akron Tolyatti |
| Anzhi Arena                   | Anzhi Arena                   | Anzhi Arena                   | FakelKrasnodarOrenburgRostovAkhmatZenitDynamo MoscowLokomotivSpartakCSKAKhimkiKrylia SovetovAkronPari Nizhny NovgorodRubinDynamo · Makhachkala Vị trí của các đội bóng ở giải bóng đá Ngoại hạng Nga 2024–25 | FakelKrasnodarOrenburgRostovAkhmatZenitDynamo MoscowLokomotivSpartakCSKAKhimkiKrylia SovetovAkronPari Nizhny NovgorodRubinDynamo · Makhachkala Vị trí của các đội bóng ở giải bóng đá Ngoại hạng Nga 2024–25 | FakelKrasnodarOrenburgRostovAkhmatZenitDynamo MoscowLokomotivSpartakCSKAKhimkiKrylia SovetovAkronPari Nizhny NovgorodRubinDynamo · Makhachkala Vị trí của các đội bóng ở giải bóng đá Ngoại hạng Nga 2024–25 | FakelKrasnodarOrenburgRostovAkhmatZenitDynamo MoscowLokomotivSpartakCSKAKhimkiKrylia SovetovAkronPari Nizhny NovgorodRubinDynamo · Makhachkala Vị trí của các đội bóng ở giải bóng đá Ngoại hạng Nga 2024–25 | FakelKrasnodarOrenburgRostovAkhmatZenitDynamo MoscowLokomotivSpartakCSKAKhimkiKrylia SovetovAkronPari Nizhny NovgorodRubinDynamo · Makhachkala Vị trí của các đội bóng ở giải bóng đá Ngoại hạng Nga 2024–25 | FakelKrasnodarOrenburgRostovAkhmatZenitDynamo MoscowLokomotivSpartakCSKAKhimkiKrylia SovetovAkronPari Nizhny NovgorodRubinDynamo · Makhachkala Vị trí của các đội bóng ở giải bóng đá Ngoại hạng Nga 2024–25 | Cosmos Arena                           | Cosmos Arena                           | Cosmos Arena                           |
| Sức chứa: 26,500              | Sức chứa: 26,500              | Sức chứa: 26,500              | FakelKrasnodarOrenburgRostovAkhmatZenitDynamo MoscowLokomotivSpartakCSKAKhimkiKrylia SovetovAkronPari Nizhny NovgorodRubinDynamo · Makhachkala Vị trí của các đội bóng ở giải bóng đá Ngoại hạng Nga 2024–25 | FakelKrasnodarOrenburgRostovAkhmatZenitDynamo MoscowLokomotivSpartakCSKAKhimkiKrylia SovetovAkronPari Nizhny NovgorodRubinDynamo · Makhachkala Vị trí của các đội bóng ở giải bóng đá Ngoại hạng Nga 2024–25 | FakelKrasnodarOrenburgRostovAkhmatZenitDynamo MoscowLokomotivSpartakCSKAKhimkiKrylia SovetovAkronPari Nizhny NovgorodRubinDynamo · Makhachkala Vị trí của các đội bóng ở giải bóng đá Ngoại hạng Nga 2024–25 | FakelKrasnodarOrenburgRostovAkhmatZenitDynamo MoscowLokomotivSpartakCSKAKhimkiKrylia SovetovAkronPari Nizhny NovgorodRubinDynamo · Makhachkala Vị trí của các đội bóng ở giải bóng đá Ngoại hạng Nga 2024–25 | FakelKrasnodarOrenburgRostovAkhmatZenitDynamo MoscowLokomotivSpartakCSKAKhimkiKrylia SovetovAkronPari Nizhny NovgorodRubinDynamo · Makhachkala Vị trí của các đội bóng ở giải bóng đá Ngoại hạng Nga 2024–25 | FakelKrasnodarOrenburgRostovAkhmatZenitDynamo MoscowLokomotivSpartakCSKAKhimkiKrylia SovetovAkronPari Nizhny NovgorodRubinDynamo · Makhachkala Vị trí của các đội bóng ở giải bóng đá Ngoại hạng Nga 2024–25 | Sức chứa: 44,918                       | Sức chứa: 44,918                       | Sức chứa: 44,918                       |
|                               |                               |                               | FakelKrasnodarOrenburgRostovAkhmatZenitDynamo MoscowLokomotivSpartakCSKAKhimkiKrylia SovetovAkronPari Nizhny NovgorodRubinDynamo · Makhachkala Vị trí của các đội bóng ở giải bóng đá Ngoại hạng Nga 2024–25 | FakelKrasnodarOrenburgRostovAkhmatZenitDynamo MoscowLokomotivSpartakCSKAKhimkiKrylia SovetovAkronPari Nizhny NovgorodRubinDynamo · Makhachkala Vị trí của các đội bóng ở giải bóng đá Ngoại hạng Nga 2024–25 | FakelKrasnodarOrenburgRostovAkhmatZenitDynamo MoscowLokomotivSpartakCSKAKhimkiKrylia SovetovAkronPari Nizhny NovgorodRubinDynamo · Makhachkala Vị trí của các đội bóng ở giải bóng đá Ngoại hạng Nga 2024–25 | FakelKrasnodarOrenburgRostovAkhmatZenitDynamo MoscowLokomotivSpartakCSKAKhimkiKrylia SovetovAkronPari Nizhny NovgorodRubinDynamo · Makhachkala Vị trí của các đội bóng ở giải bóng đá Ngoại hạng Nga 2024–25 | FakelKrasnodarOrenburgRostovAkhmatZenitDynamo MoscowLokomotivSpartakCSKAKhimkiKrylia SovetovAkronPari Nizhny NovgorodRubinDynamo · Makhachkala Vị trí của các đội bóng ở giải bóng đá Ngoại hạng Nga 2024–25 | FakelKrasnodarOrenburgRostovAkhmatZenitDynamo MoscowLokomotivSpartakCSKAKhimkiKrylia SovetovAkronPari Nizhny NovgorodRubinDynamo · Makhachkala Vị trí của các đội bóng ở giải bóng đá Ngoại hạng Nga 2024–25 |                                        |                                        |                                        |
| Krasnodar                     | Krasnodar                     | Krasnodar                     | FakelKrasnodarOrenburgRostovAkhmatZenitDynamo MoscowLokomotivSpartakCSKAKhimkiKrylia SovetovAkronPari Nizhny NovgorodRubinDynamo · Makhachkala Vị trí của các đội bóng ở giải bóng đá Ngoại hạng Nga 2024–25 | FakelKrasnodarOrenburgRostovAkhmatZenitDynamo MoscowLokomotivSpartakCSKAKhimkiKrylia SovetovAkronPari Nizhny NovgorodRubinDynamo · Makhachkala Vị trí của các đội bóng ở giải bóng đá Ngoại hạng Nga 2024–25 | FakelKrasnodarOrenburgRostovAkhmatZenitDynamo MoscowLokomotivSpartakCSKAKhimkiKrylia SovetovAkronPari Nizhny NovgorodRubinDynamo · Makhachkala Vị trí của các đội bóng ở giải bóng đá Ngoại hạng Nga 2024–25 | FakelKrasnodarOrenburgRostovAkhmatZenitDynamo MoscowLokomotivSpartakCSKAKhimkiKrylia SovetovAkronPari Nizhny NovgorodRubinDynamo · Makhachkala Vị trí của các đội bóng ở giải bóng đá Ngoại hạng Nga 2024–25 | FakelKrasnodarOrenburgRostovAkhmatZenitDynamo MoscowLokomotivSpartakCSKAKhimkiKrylia SovetovAkronPari Nizhny NovgorodRubinDynamo · Makhachkala Vị trí của các đội bóng ở giải bóng đá Ngoại hạng Nga 2024–25 | FakelKrasnodarOrenburgRostovAkhmatZenitDynamo MoscowLokomotivSpartakCSKAKhimkiKrylia SovetovAkronPari Nizhny NovgorodRubinDynamo · Makhachkala Vị trí của các đội bóng ở giải bóng đá Ngoại hạng Nga 2024–25 | Akhmat Grozny                          | Akhmat Grozny                          | Akhmat Grozny                          |
| Krasnodar Stadium             | Krasnodar Stadium             | Krasnodar Stadium             | FakelKrasnodarOrenburgRostovAkhmatZenitDynamo MoscowLokomotivSpartakCSKAKhimkiKrylia SovetovAkronPari Nizhny NovgorodRubinDynamo · Makhachkala Vị trí của các đội bóng ở giải bóng đá Ngoại hạng Nga 2024–25 | FakelKrasnodarOrenburgRostovAkhmatZenitDynamo MoscowLokomotivSpartakCSKAKhimkiKrylia SovetovAkronPari Nizhny NovgorodRubinDynamo · Makhachkala Vị trí của các đội bóng ở giải bóng đá Ngoại hạng Nga 2024–25 | FakelKrasnodarOrenburgRostovAkhmatZenitDynamo MoscowLokomotivSpartakCSKAKhimkiKrylia SovetovAkronPari Nizhny NovgorodRubinDynamo · Makhachkala Vị trí của các đội bóng ở giải bóng đá Ngoại hạng Nga 2024–25 | FakelKrasnodarOrenburgRostovAkhmatZenitDynamo MoscowLokomotivSpartakCSKAKhimkiKrylia SovetovAkronPari Nizhny NovgorodRubinDynamo · Makhachkala Vị trí của các đội bóng ở giải bóng đá Ngoại hạng Nga 2024–25 | FakelKrasnodarOrenburgRostovAkhmatZenitDynamo MoscowLokomotivSpartakCSKAKhimkiKrylia SovetovAkronPari Nizhny NovgorodRubinDynamo · Makhachkala Vị trí của các đội bóng ở giải bóng đá Ngoại hạng Nga 2024–25 | FakelKrasnodarOrenburgRostovAkhmatZenitDynamo MoscowLokomotivSpartakCSKAKhimkiKrylia SovetovAkronPari Nizhny NovgorodRubinDynamo · Makhachkala Vị trí của các đội bóng ở giải bóng đá Ngoại hạng Nga 2024–25 | Akhmat-Arena                           | Akhmat-Arena                           | Akhmat-Arena                           |
| Sức chứa: 34,291              | Sức chứa: 34,291              | Sức chứa: 34,291              | FakelKrasnodarOrenburgRostovAkhmatZenitDynamo MoscowLokomotivSpartakCSKAKhimkiKrylia SovetovAkronPari Nizhny NovgorodRubinDynamo · Makhachkala Vị trí của các đội bóng ở giải bóng đá Ngoại hạng Nga 2024–25 | FakelKrasnodarOrenburgRostovAkhmatZenitDynamo MoscowLokomotivSpartakCSKAKhimkiKrylia SovetovAkronPari Nizhny NovgorodRubinDynamo · Makhachkala Vị trí của các đội bóng ở giải bóng đá Ngoại hạng Nga 2024–25 | FakelKrasnodarOrenburgRostovAkhmatZenitDynamo MoscowLokomotivSpartakCSKAKhimkiKrylia SovetovAkronPari Nizhny NovgorodRubinDynamo · Makhachkala Vị trí của các đội bóng ở giải bóng đá Ngoại hạng Nga 2024–25 | FakelKrasnodarOrenburgRostovAkhmatZenitDynamo MoscowLokomotivSpartakCSKAKhimkiKrylia SovetovAkronPari Nizhny NovgorodRubinDynamo · Makhachkala Vị trí của các đội bóng ở giải bóng đá Ngoại hạng Nga 2024–25 | FakelKrasnodarOrenburgRostovAkhmatZenitDynamo MoscowLokomotivSpartakCSKAKhimkiKrylia SovetovAkronPari Nizhny NovgorodRubinDynamo · Makhachkala Vị trí của các đội bóng ở giải bóng đá Ngoại hạng Nga 2024–25 | FakelKrasnodarOrenburgRostovAkhmatZenitDynamo MoscowLokomotivSpartakCSKAKhimkiKrylia SovetovAkronPari Nizhny NovgorodRubinDynamo · Makhachkala Vị trí của các đội bóng ở giải bóng đá Ngoại hạng Nga 2024–25 | Sức chứa: 30,597                       | Sức chứa: 30,597                       | Sức chứa: 30,597                       |
|                               |                               |                               | FakelKrasnodarOrenburgRostovAkhmatZenitDynamo MoscowLokomotivSpartakCSKAKhimkiKrylia SovetovAkronPari Nizhny NovgorodRubinDynamo · Makhachkala Vị trí của các đội bóng ở giải bóng đá Ngoại hạng Nga 2024–25 | FakelKrasnodarOrenburgRostovAkhmatZenitDynamo MoscowLokomotivSpartakCSKAKhimkiKrylia SovetovAkronPari Nizhny NovgorodRubinDynamo · Makhachkala Vị trí của các đội bóng ở giải bóng đá Ngoại hạng Nga 2024–25 | FakelKrasnodarOrenburgRostovAkhmatZenitDynamo MoscowLokomotivSpartakCSKAKhimkiKrylia SovetovAkronPari Nizhny NovgorodRubinDynamo · Makhachkala Vị trí của các đội bóng ở giải bóng đá Ngoại hạng Nga 2024–25 | FakelKrasnodarOrenburgRostovAkhmatZenitDynamo MoscowLokomotivSpartakCSKAKhimkiKrylia SovetovAkronPari Nizhny NovgorodRubinDynamo · Makhachkala Vị trí của các đội bóng ở giải bóng đá Ngoại hạng Nga 2024–25 | FakelKrasnodarOrenburgRostovAkhmatZenitDynamo MoscowLokomotivSpartakCSKAKhimkiKrylia SovetovAkronPari Nizhny NovgorodRubinDynamo · Makhachkala Vị trí của các đội bóng ở giải bóng đá Ngoại hạng Nga 2024–25 | FakelKrasnodarOrenburgRostovAkhmatZenitDynamo MoscowLokomotivSpartakCSKAKhimkiKrylia SovetovAkronPari Nizhny NovgorodRubinDynamo · Makhachkala Vị trí của các đội bóng ở giải bóng đá Ngoại hạng Nga 2024–25 |                                        |                                        |                                        |
| CSKA Moscow                   | CSKA Moscow                   | CSKA Moscow                   | FakelKrasnodarOrenburgRostovAkhmatZenitDynamo MoscowLokomotivSpartakCSKAKhimkiKrylia SovetovAkronPari Nizhny NovgorodRubinDynamo · Makhachkala Vị trí của các đội bóng ở giải bóng đá Ngoại hạng Nga 2024–25 | FakelKrasnodarOrenburgRostovAkhmatZenitDynamo MoscowLokomotivSpartakCSKAKhimkiKrylia SovetovAkronPari Nizhny NovgorodRubinDynamo · Makhachkala Vị trí của các đội bóng ở giải bóng đá Ngoại hạng Nga 2024–25 | FakelKrasnodarOrenburgRostovAkhmatZenitDynamo MoscowLokomotivSpartakCSKAKhimkiKrylia SovetovAkronPari Nizhny NovgorodRubinDynamo · Makhachkala Vị trí của các đội bóng ở giải bóng đá Ngoại hạng Nga 2024–25 | FakelKrasnodarOrenburgRostovAkhmatZenitDynamo MoscowLokomotivSpartakCSKAKhimkiKrylia SovetovAkronPari Nizhny NovgorodRubinDynamo · Makhachkala Vị trí của các đội bóng ở giải bóng đá Ngoại hạng Nga 2024–25 | FakelKrasnodarOrenburgRostovAkhmatZenitDynamo MoscowLokomotivSpartakCSKAKhimkiKrylia SovetovAkronPari Nizhny NovgorodRubinDynamo · Makhachkala Vị trí của các đội bóng ở giải bóng đá Ngoại hạng Nga 2024–25 | FakelKrasnodarOrenburgRostovAkhmatZenitDynamo MoscowLokomotivSpartakCSKAKhimkiKrylia SovetovAkronPari Nizhny NovgorodRubinDynamo · Makhachkala Vị trí của các đội bóng ở giải bóng đá Ngoại hạng Nga 2024–25 | Lokomotiv Moscow                       | Lokomotiv Moscow                       | Lokomotiv Moscow                       |
| VEB Arena                     | VEB Arena                     | VEB Arena                     | FakelKrasnodarOrenburgRostovAkhmatZenitDynamo MoscowLokomotivSpartakCSKAKhimkiKrylia SovetovAkronPari Nizhny NovgorodRubinDynamo · Makhachkala Vị trí của các đội bóng ở giải bóng đá Ngoại hạng Nga 2024–25 | FakelKrasnodarOrenburgRostovAkhmatZenitDynamo MoscowLokomotivSpartakCSKAKhimkiKrylia SovetovAkronPari Nizhny NovgorodRubinDynamo · Makhachkala Vị trí của các đội bóng ở giải bóng đá Ngoại hạng Nga 2024–25 | FakelKrasnodarOrenburgRostovAkhmatZenitDynamo MoscowLokomotivSpartakCSKAKhimkiKrylia SovetovAkronPari Nizhny NovgorodRubinDynamo · Makhachkala Vị trí của các đội bóng ở giải bóng đá Ngoại hạng Nga 2024–25 | FakelKrasnodarOrenburgRostovAkhmatZenitDynamo MoscowLokomotivSpartakCSKAKhimkiKrylia SovetovAkronPari Nizhny NovgorodRubinDynamo · Makhachkala Vị trí của các đội bóng ở giải bóng đá Ngoại hạng Nga 2024–25 | FakelKrasnodarOrenburgRostovAkhmatZenitDynamo MoscowLokomotivSpartakCSKAKhimkiKrylia SovetovAkronPari Nizhny NovgorodRubinDynamo · Makhachkala Vị trí của các đội bóng ở giải bóng đá Ngoại hạng Nga 2024–25 | FakelKrasnodarOrenburgRostovAkhmatZenitDynamo MoscowLokomotivSpartakCSKAKhimkiKrylia SovetovAkronPari Nizhny NovgorodRubinDynamo · Makhachkala Vị trí của các đội bóng ở giải bóng đá Ngoại hạng Nga 2024–25 | RZD Arena                              | RZD Arena                              | RZD Arena                              |
| Sức chứa: 30,457              | Sức chứa: 30,457              | Sức chứa: 30,457              | FakelKrasnodarOrenburgRostovAkhmatZenitDynamo MoscowLokomotivSpartakCSKAKhimkiKrylia SovetovAkronPari Nizhny NovgorodRubinDynamo · Makhachkala Vị trí của các đội bóng ở giải bóng đá Ngoại hạng Nga 2024–25 | FakelKrasnodarOrenburgRostovAkhmatZenitDynamo MoscowLokomotivSpartakCSKAKhimkiKrylia SovetovAkronPari Nizhny NovgorodRubinDynamo · Makhachkala Vị trí của các đội bóng ở giải bóng đá Ngoại hạng Nga 2024–25 | FakelKrasnodarOrenburgRostovAkhmatZenitDynamo MoscowLokomotivSpartakCSKAKhimkiKrylia SovetovAkronPari Nizhny NovgorodRubinDynamo · Makhachkala Vị trí của các đội bóng ở giải bóng đá Ngoại hạng Nga 2024–25 | FakelKrasnodarOrenburgRostovAkhmatZenitDynamo MoscowLokomotivSpartakCSKAKhimkiKrylia SovetovAkronPari Nizhny NovgorodRubinDynamo · Makhachkala Vị trí của các đội bóng ở giải bóng đá Ngoại hạng Nga 2024–25 | FakelKrasnodarOrenburgRostovAkhmatZenitDynamo MoscowLokomotivSpartakCSKAKhimkiKrylia SovetovAkronPari Nizhny NovgorodRubinDynamo · Makhachkala Vị trí của các đội bóng ở giải bóng đá Ngoại hạng Nga 2024–25 | FakelKrasnodarOrenburgRostovAkhmatZenitDynamo MoscowLokomotivSpartakCSKAKhimkiKrylia SovetovAkronPari Nizhny NovgorodRubinDynamo · Makhachkala Vị trí của các đội bóng ở giải bóng đá Ngoại hạng Nga 2024–25 | Sức chứa: 27,320                       | Sức chứa: 27,320                       | Sức chứa: 27,320                       |
|                               |                               |                               | FakelKrasnodarOrenburgRostovAkhmatZenitDynamo MoscowLokomotivSpartakCSKAKhimkiKrylia SovetovAkronPari Nizhny NovgorodRubinDynamo · Makhachkala Vị trí của các đội bóng ở giải bóng đá Ngoại hạng Nga 2024–25 | FakelKrasnodarOrenburgRostovAkhmatZenitDynamo MoscowLokomotivSpartakCSKAKhimkiKrylia SovetovAkronPari Nizhny NovgorodRubinDynamo · Makhachkala Vị trí của các đội bóng ở giải bóng đá Ngoại hạng Nga 2024–25 | FakelKrasnodarOrenburgRostovAkhmatZenitDynamo MoscowLokomotivSpartakCSKAKhimkiKrylia SovetovAkronPari Nizhny NovgorodRubinDynamo · Makhachkala Vị trí của các đội bóng ở giải bóng đá Ngoại hạng Nga 2024–25 | FakelKrasnodarOrenburgRostovAkhmatZenitDynamo MoscowLokomotivSpartakCSKAKhimkiKrylia SovetovAkronPari Nizhny NovgorodRubinDynamo · Makhachkala Vị trí của các đội bóng ở giải bóng đá Ngoại hạng Nga 2024–25 | FakelKrasnodarOrenburgRostovAkhmatZenitDynamo MoscowLokomotivSpartakCSKAKhimkiKrylia SovetovAkronPari Nizhny NovgorodRubinDynamo · Makhachkala Vị trí của các đội bóng ở giải bóng đá Ngoại hạng Nga 2024–25 | FakelKrasnodarOrenburgRostovAkhmatZenitDynamo MoscowLokomotivSpartakCSKAKhimkiKrylia SovetovAkronPari Nizhny NovgorodRubinDynamo · Makhachkala Vị trí của các đội bóng ở giải bóng đá Ngoại hạng Nga 2024–25 |                                        |                                        |                                        |
| Khimki                        | Khimki                        | Khimki                        | FakelKrasnodarOrenburgRostovAkhmatZenitDynamo MoscowLokomotivSpartakCSKAKhimkiKrylia SovetovAkronPari Nizhny NovgorodRubinDynamo · Makhachkala Vị trí của các đội bóng ở giải bóng đá Ngoại hạng Nga 2024–25 | FakelKrasnodarOrenburgRostovAkhmatZenitDynamo MoscowLokomotivSpartakCSKAKhimkiKrylia SovetovAkronPari Nizhny NovgorodRubinDynamo · Makhachkala Vị trí của các đội bóng ở giải bóng đá Ngoại hạng Nga 2024–25 | FakelKrasnodarOrenburgRostovAkhmatZenitDynamo MoscowLokomotivSpartakCSKAKhimkiKrylia SovetovAkronPari Nizhny NovgorodRubinDynamo · Makhachkala Vị trí của các đội bóng ở giải bóng đá Ngoại hạng Nga 2024–25 | FakelKrasnodarOrenburgRostovAkhmatZenitDynamo MoscowLokomotivSpartakCSKAKhimkiKrylia SovetovAkronPari Nizhny NovgorodRubinDynamo · Makhachkala Vị trí của các đội bóng ở giải bóng đá Ngoại hạng Nga 2024–25 | FakelKrasnodarOrenburgRostovAkhmatZenitDynamo MoscowLokomotivSpartakCSKAKhimkiKrylia SovetovAkronPari Nizhny NovgorodRubinDynamo · Makhachkala Vị trí của các đội bóng ở giải bóng đá Ngoại hạng Nga 2024–25 | FakelKrasnodarOrenburgRostovAkhmatZenitDynamo MoscowLokomotivSpartakCSKAKhimkiKrylia SovetovAkronPari Nizhny NovgorodRubinDynamo · Makhachkala Vị trí của các đội bóng ở giải bóng đá Ngoại hạng Nga 2024–25 | FC Nizhny Novgorod                     | FC Nizhny Novgorod                     | FC Nizhny Novgorod                     |
| Arena Khimki                  | Arena Khimki                  | Arena Khimki                  | FakelKrasnodarOrenburgRostovAkhmatZenitDynamo MoscowLokomotivSpartakCSKAKhimkiKrylia SovetovAkronPari Nizhny NovgorodRubinDynamo · Makhachkala Vị trí của các đội bóng ở giải bóng đá Ngoại hạng Nga 2024–25 | FakelKrasnodarOrenburgRostovAkhmatZenitDynamo MoscowLokomotivSpartakCSKAKhimkiKrylia SovetovAkronPari Nizhny NovgorodRubinDynamo · Makhachkala Vị trí của các đội bóng ở giải bóng đá Ngoại hạng Nga 2024–25 | FakelKrasnodarOrenburgRostovAkhmatZenitDynamo MoscowLokomotivSpartakCSKAKhimkiKrylia SovetovAkronPari Nizhny NovgorodRubinDynamo · Makhachkala Vị trí của các đội bóng ở giải bóng đá Ngoại hạng Nga 2024–25 | FakelKrasnodarOrenburgRostovAkhmatZenitDynamo MoscowLokomotivSpartakCSKAKhimkiKrylia SovetovAkronPari Nizhny NovgorodRubinDynamo · Makhachkala Vị trí của các đội bóng ở giải bóng đá Ngoại hạng Nga 2024–25 | FakelKrasnodarOrenburgRostovAkhmatZenitDynamo MoscowLokomotivSpartakCSKAKhimkiKrylia SovetovAkronPari Nizhny NovgorodRubinDynamo · Makhachkala Vị trí của các đội bóng ở giải bóng đá Ngoại hạng Nga 2024–25 | FakelKrasnodarOrenburgRostovAkhmatZenitDynamo MoscowLokomotivSpartakCSKAKhimkiKrylia SovetovAkronPari Nizhny NovgorodRubinDynamo · Makhachkala Vị trí của các đội bóng ở giải bóng đá Ngoại hạng Nga 2024–25 | Nizhny Novgorod Stadium                | Nizhny Novgorod Stadium                | Nizhny Novgorod Stadium                |
| Capacity: 18,636              | Capacity: 18,636              | Capacity: 18,636              | FakelKrasnodarOrenburgRostovAkhmatZenitDynamo MoscowLokomotivSpartakCSKAKhimkiKrylia SovetovAkronPari Nizhny NovgorodRubinDynamo · Makhachkala Vị trí của các đội bóng ở giải bóng đá Ngoại hạng Nga 2024–25 | FakelKrasnodarOrenburgRostovAkhmatZenitDynamo MoscowLokomotivSpartakCSKAKhimkiKrylia SovetovAkronPari Nizhny NovgorodRubinDynamo · Makhachkala Vị trí của các đội bóng ở giải bóng đá Ngoại hạng Nga 2024–25 | FakelKrasnodarOrenburgRostovAkhmatZenitDynamo MoscowLokomotivSpartakCSKAKhimkiKrylia SovetovAkronPari Nizhny NovgorodRubinDynamo · Makhachkala Vị trí của các đội bóng ở giải bóng đá Ngoại hạng Nga 2024–25 | FakelKrasnodarOrenburgRostovAkhmatZenitDynamo MoscowLokomotivSpartakCSKAKhimkiKrylia SovetovAkronPari Nizhny NovgorodRubinDynamo · Makhachkala Vị trí của các đội bóng ở giải bóng đá Ngoại hạng Nga 2024–25 | FakelKrasnodarOrenburgRostovAkhmatZenitDynamo MoscowLokomotivSpartakCSKAKhimkiKrylia SovetovAkronPari Nizhny NovgorodRubinDynamo · Makhachkala Vị trí của các đội bóng ở giải bóng đá Ngoại hạng Nga 2024–25 | FakelKrasnodarOrenburgRostovAkhmatZenitDynamo MoscowLokomotivSpartakCSKAKhimkiKrylia SovetovAkronPari Nizhny NovgorodRubinDynamo · Makhachkala Vị trí của các đội bóng ở giải bóng đá Ngoại hạng Nga 2024–25 | Capacity: 44,899                       | Capacity: 44,899                       | Capacity: 44,899                       |
|                               |                               |                               | FakelKrasnodarOrenburgRostovAkhmatZenitDynamo MoscowLokomotivSpartakCSKAKhimkiKrylia SovetovAkronPari Nizhny NovgorodRubinDynamo · Makhachkala Vị trí của các đội bóng ở giải bóng đá Ngoại hạng Nga 2024–25 | FakelKrasnodarOrenburgRostovAkhmatZenitDynamo MoscowLokomotivSpartakCSKAKhimkiKrylia SovetovAkronPari Nizhny NovgorodRubinDynamo · Makhachkala Vị trí của các đội bóng ở giải bóng đá Ngoại hạng Nga 2024–25 | FakelKrasnodarOrenburgRostovAkhmatZenitDynamo MoscowLokomotivSpartakCSKAKhimkiKrylia SovetovAkronPari Nizhny NovgorodRubinDynamo · Makhachkala Vị trí của các đội bóng ở giải bóng đá Ngoại hạng Nga 2024–25 | FakelKrasnodarOrenburgRostovAkhmatZenitDynamo MoscowLokomotivSpartakCSKAKhimkiKrylia SovetovAkronPari Nizhny NovgorodRubinDynamo · Makhachkala Vị trí của các đội bóng ở giải bóng đá Ngoại hạng Nga 2024–25 | FakelKrasnodarOrenburgRostovAkhmatZenitDynamo MoscowLokomotivSpartakCSKAKhimkiKrylia SovetovAkronPari Nizhny NovgorodRubinDynamo · Makhachkala Vị trí của các đội bóng ở giải bóng đá Ngoại hạng Nga 2024–25 | FakelKrasnodarOrenburgRostovAkhmatZenitDynamo MoscowLokomotivSpartakCSKAKhimkiKrylia SovetovAkronPari Nizhny NovgorodRubinDynamo · Makhachkala Vị trí của các đội bóng ở giải bóng đá Ngoại hạng Nga 2024–25 |                                        |                                        |                                        |
| Fakel Voronezh                | Fakel Voronezh                | Fakel Voronezh                | Fakel Voronezh | Dynamo Moscow | Dynamo Moscow | Dynamo Moscow | Dynamo Moscow | Orenburg | Orenburg                               | Orenburg                               | Orenburg                               |
| Tsentralnyi Profsoyuz Stadion | Tsentralnyi Profsoyuz Stadion | Tsentralnyi Profsoyuz Stadion | Tsentralnyi Profsoyuz Stadion | VTB Arena | VTB Arena | VTB Arena | VTB Arena | Gazovik Stadium | Gazovik Stadium                        | Gazovik Stadium                        | Gazovik Stadium                        |
| Capacity: 31,793              | Capacity: 31,793              | Capacity: 31,793              | Capacity: 31,793 | Capacity: 26,319 | Capacity: 26,319 | Capacity: 26,319 | Capacity: 26,319 | Capacity: 10,046 | Capacity: 10,046                       | Capacity: 10,046                       | Capacity: 10,046                       |
|                               |                               |                               | | | | | | |                                        |                                        |                                        |

### Thay đổi HLV
| Đội            | HLV rời đi                         | Lý do                   | Thời gian           | Vị trí trên BXH | HLV đến                         | Thời gian bổ nhiệm  |
| -------------- | ---------------------------------- | ----------------------- | ------------------- | --------------- | ------------------------------- | ------------------- |
| Spartak Moscow | Vladimir Slišković (HLV tạm quyền) | Hết thời gian tạm quyền | 16 tháng 5 năm 2024 | Trước mùa giải  | Dejan Stanković                 | 16 tháng 5 năm 2024 |
| CSKA Moscow    | Vladimir Fedotov                   | Sa thải                 | 3 tháng 6 năm 2024  | Trước mùa giải  | Marko Nikolić                   | 6 tháng 6 năm 2024  |
| Khimki         | Andrey Talalayev                   | Sa thải                 | 20 tháng 6 năm 2024 | Trước mùa giải  | Franc Artiga                    | 28 tháng 6 năm 2024 |
| Fakel Voronezh | Igor Cherevchenko                  | Đồng thuận              | 12 tháng 8 năm 2024 | 16th            | Dmitri Pyatibratov              | 13 tháng 8 năm 2024 |
| Akhmat Grozny  | Magomed Adiyev                     | Đồng thuận              | 1 tháng 9 năm 2024  | 15th            | Sergei Tashuyev                 | 3 tháng 9 năm 2024  |
| Orenburg       | David Deogracia                    | Sa thải                 | 3 tháng 10 năm 2024 | 14th            | Ilshat Aitkulov (HLV tạm quyền) | 3 tháng 10 năm 2024 |
| Pari           | Saša Ilić                          | Đồng thuận              | 5 tháng 19 năm 2024 | 11th            | Viktor Goncharenko              | 9 tháng 10 năm 2024 |
| Orenburg       | Ilshat Aitkulov (HLV tạm quyền)    | Hết thời gian tạm quyền | 7 tháng 10 năm 2024 | 15th            | Vladimir Slišković              | 7 tháng 10 năm 2024 |
| Rostov         | Valery Karpin                      | Từ chức                 | 25 tháng 2 năm 2025 | 7th             | Jonatan Alba                    | 25 tháng 2 năm 2025 |
| Fakel Voronezh | Dmitri Pyatibratov                 | Từ chức                 | 30 tháng 3 năm 2025 | 15th            | Igor Shalimov                   | 2 tháng 4 năm 2025  |

## Bảng xếp hạng
| VT | Đội                    | ST | T  | H  | B  | BT | BB | HS  | Đ  | Giành quyền tham dự hoặc xuống hạng           |
| -- | ---------------------- | -- | -- | -- | -- | -- | -- | --- | -- | --------------------------------------------- |
| 1  | Krasnodar (C)          | 30 | 20 | 7  | 3  | 59 | 23 | +36 | 67 |                                               |
| 2  | Zenit Saint Petersburg | 30 | 20 | 6  | 4  | 58 | 18 | +40 | 66 |                                               |
| 3  | CSKA Moscow            | 30 | 17 | 8  | 5  | 47 | 21 | +26 | 59 |                                               |
| 4  | Spartak Moscow         | 30 | 17 | 6  | 7  | 56 | 25 | +31 | 57 |                                               |
| 5  | Dynamo Moscow          | 30 | 16 | 8  | 6  | 61 | 35 | +26 | 56 |                                               |
| 6  | Lokomotiv Moscow       | 30 | 15 | 8  | 7  | 51 | 41 | +10 | 53 |                                               |
| 7  | Rubin Kazan            | 30 | 13 | 6  | 11 | 42 | 45 | −3  | 45 |                                               |
| 8  | Rostov                 | 30 | 10 | 9  | 11 | 41 | 43 | −2  | 39 |                                               |
| 9  | Akron Tolyatti         | 30 | 10 | 5  | 15 | 39 | 55 | −16 | 35 |                                               |
| 10 | Krylia Sovetov Samara  | 30 | 8  | 7  | 15 | 36 | 51 | −15 | 31 |                                               |
| 11 | Dynamo Makhachkala     | 30 | 6  | 11 | 13 | 27 | 35 | −8  | 29 |                                               |
| 12 | Khimki (R)             | 30 | 6  | 11 | 13 | 35 | 56 | −21 | 29 | Xuống hạng Giải bóng đá Hạng Nhất Nga 2025–26 |
| 13 | Pari Nizhny Novgorod   | 30 | 7  | 6  | 17 | 27 | 54 | −27 | 27 | Tham dự Play-off xuống hạng                   |
| 14 | Akhmat Grozny          | 30 | 4  | 13 | 13 | 27 | 48 | −21 | 25 | Tham dự Play-off xuống hạng                   |
| 15 | Orenburg (R)           | 30 | 4  | 7  | 19 | 28 | 56 | −28 | 19 | Xuống hạng Giải bóng đá Hạng Nhất Nga 2025–26 |
| 16 | Fakel Voronezh (R)     | 30 | 2  | 12 | 16 | 14 | 42 | −28 | 18 | Xuống hạng Giải bóng đá Hạng Nhất Nga 2025–26 |

1. 1 2  Dynamo Makhachkala 4–1 Khimki, Khimki 1–1 Dynamo Makhachkala
2. ↑  Khimki không được cấp giáy phép tham dự Ngoại hạng Nga 2025–26 nên họ tự động xuống hạng.[17]

## Play-off xuống hạng
Buổi bốc thăm lựa chọn chủ nhà cho mỗi lượt được tổ chức vào ngày 14 tháng 5 năm 2025. Đội bóng xếp thứ ba tại giải hạng Nhất Chernomorets Novorossiysk không được cấp phép tham dự Ngoại hạng Nga và được thay thế bằng đội xếp thứ năm Sochi.. Đối với Khimki, họ cũng không được cấp phép nên họ cũng bị thay thế bởi đội có thứ hạng cao nhất không đủ điều kiện tham dự mùa giải 2025–26. Điều đó đồng nghĩa là Pari NN sẽ ở lại hạng đấu kể cả họ thua ở play-off.

### Lượt đi
| Sochi                                                   | 1–2      | Pari Nizhny Novgorod                                  |
| ------------------------------------------------------- | -------- | ----------------------------------------------------- |
| - Pasevich 14' - Pisarsky 35' - Nacho 42' - Aberdin 57' | Chi tiết | - Ektov 42' - Troshechkin 45+4' - Aleksandrov 88' 90' |

| Ural Yekaterinburg                                                       | 2–1      | Akhmat Grozny                  |
| ------------------------------------------------------------------------ | -------- | ------------------------------ |
| - Yegorychev 15' - Sungatulin 25' - Sekulić 50' (ph.đ.), 59' - Begić 65' | Chi tiết | - Todorović 16' - Melkadze 21' |

### Lượt về
| Pari Nizhny Novgorod                                 | 1–3      | Sochi                                                         |
| ---------------------------------------------------- | -------- | ------------------------------------------------------------- |
| - Tsarukyan 49' - Castillo 80' - Boselli 84' (ph.đ.) | Chi tiết | - Zaika 21' 47' - Aberdin 29' - Kramarič 45+4' (ph.đ.), 45+6' |

Sochi thắng với tổng tỷ số 4–3 và được thăng hạng lên Ngoại hạng Nga. Pari Nizhny Novgorod trụ hạng thay thế cho FC Khimki
| Akhmat Grozny                                                         | 2–0      | Ural Yekaterinburg                                       |
| --------------------------------------------------------------------- | -------- | -------------------------------------------------------- |
| - Adamov 38' - Sadulayev 41' - Melkadze 51' (ph.đ.) 56' - Zorin 90+2' | Chi tiết | - Begić 49' - Ayupov 56' - Malkevich 73' - Zheleznov 83' |

Akhmat thắng với tổng tỷ số 3–2 và được ở lại Ngoại hạng Nga. Ural tiếp tục ở lại Hạng Nhất Nga

## Bảng kết quả
| Nhà \ Khách            | AKH | AKR | CSK | DMA | DMO | FAK | KHI | KRA | KRY | LOK | ORE | PNN | ROS | RUB | SPA | ZEN |
| ---------------------- | --- | --- | --- | --- | --- | --- | --- | --- | --- | --- | --- | --- | --- | --- | --- | --- |
| Akhmat Grozny          | —   | 0–0 | 1–1 | 1–1 | 1–1 | 2–3 | 3–3 | 1–1 | 1–1 | 0–5 | 1–0 | 0–2 | 2–1 | 2–1 | 0–0 | 1–2 |
| Akron Tolyatti         | 3–2 | —   | 1–2 | 1–0 | 0–2 | 1–0 | 3–0 | 2–5 | 2–0 | 1–4 | 1–0 | 2–2 | 2–3 | 1–2 | 2–3 | 0–5 |
| CSKA Moscow            | 3–0 | 4–0 | —   | 2–0 | 3–1 | 0–0 | 1–0 | 1–0 | 1–1 | 0–1 | 5–1 | 2–0 | 1–2 | 2–2 | 0–2 | 0–1 |
| Dynamo Makhachkala     | 1–0 | 1–1 | 0–1 | —   | 0–1 | 0–0 | 4–1 | 2–3 | 4–0 | 1–1 | 2–1 | 0–1 | 1–1 | 2–3 | 1–1 | 0–1 |
| Dynamo Moscow          | 4–2 | 2–1 | 1–2 | 4–0 | —   | 3–1 | 4–1 | 0–1 | 1–0 | 3–1 | 5–1 | 3–1 | 1–1 | 3–1 | 2–0 | 1–1 |
| Fakel Voronezh         | 0–0 | 0–2 | 0–1 | 1–1 | 1–1 | —   | 1–1 | 0–0 | 1–1 | 0–1 | 1–0 | 0–0 | 0–2 | 0–0 | 0–0 | 0–2 |
| Khimki                 | 1–1 | 2–2 | 0–2 | 1–1 | 3–4 | 1–0 | —   | 2–2 | 1–3 | 2–0 | 0–0 | 2–0 | 1–1 | 3–2 | 1–3 | 1–1 |
| Krasnodar              | 3–1 | 1–0 | 2–1 | 0–0 | 3–0 | 5–0 | 4–0 | —   | 1–1 | 0–0 | 4–0 | 2–1 | 2–0 | 2–1 | 0–3 | 2–0 |
| Krylia Sovetov Samara  | 2–1 | 0–2 | 1–2 | 0–1 | 1–3 | 2–0 | 0–0 | 1–2 | —   | 5–1 | 2–0 | 3–1 | 1–3 | 1–1 | 0–2 | 0–4 |
| Lokomotiv Moscow       | 1–1 | 3–2 | 2–2 | 2–0 | 2–1 | 2–1 | 1–3 | 0–3 | 1–0 | —   | 1–1 | 3–0 | 3–2 | 1–0 | 3–1 | 1–1 |
| Orenburg               | 0–0 | 2–2 | 0–2 | 2–1 | 2–2 | 1–0 | 1–1 | 1–2 | 2–2 | 2–4 | —   | 1–2 | 1–2 | 1–2 | 2–0 | 0–1 |
| Pari Nizhny Novgorod   | 1–0 | 2–1 | 0–3 | 0–0 | 1–1 | 1–1 | 1–0 | 0–3 | 5–2 | 1–3 | 1–2 | —   | 1–1 | 2–4 | 0–2 | 0–3 |
| Rostov                 | 2–3 | 0–2 | 0–0 | 0–0 | 1–1 | 4–1 | 3–1 | 0–1 | 3–1 | 1–1 | 3–2 | 4–0 | —   | 1–1 | 0–3 | 0–1 |
| Rubin Kazan            | 2–0 | 3–0 | 1–1 | 2–0 | 0–4 | 2–1 | 2–3 | 1–1 | 0–2 | 1–0 | 4–2 | 1–0 | 1–0 | —   | 2–1 | 0–4 |
| Spartak Moscow         | 0–0 | 4–0 | 1–2 | 1–2 | 2–2 | 3–0 | 5–0 | 0–3 | 3–0 | 5–2 | 2–0 | 3–0 | 3–0 | 1–0 | —   | 2–1 |
| Zenit Saint Petersburg | 3–0 | 1–2 | 0–0 | 2–1 | 1–0 | 3–1 | 1–0 | 4–1 | 2–3 | 1–1 | 1–0 | 2–1 | 5–0 | 4–0 | 0–0 | —   |

## Thống kê mùa giải

### Vua phá lưới
| Hạng | Cầu thủ             | Câu lạc bộ           | Số bàn thắng |
| ---- | ------------------- | -------------------- | ------------ |
| 1    | Manfred Ugalde      | Spartak Moscow       | 17           |
| 2    | Mirlind Daku        | Rubin Kazan          | 15           |
| 3    | Aleksey Batrakov    | Lokomotiv Moscow     | 14           |
| 4    | Jhon Córdoba        | Krasnodar            | 12           |
| 4    | Dmitry Vorobyov     | Lokomotiv Moscow     | 12           |
| 4    | Esequiel Barco      | Spartak Moscow       | 12           |
| 7    | Eduard Spertsyan    | Krasnodar            | 11           |
| 8    | Luciano Gondou      | Zenit St. Petersburg | 10           |
| 8    | Yaroslav Gladyshev  | Dynamo Moscow        | 10           |
| 8    | Juan Manuel Boselli | Pari Nizhny Novgorod | 10           |

### Hat-tricks
| Cầu thủ              | Ghi bàn cho          | Đối thủ               | KẾt quả | Ngày                 | Tham khảo |
| -------------------- | -------------------- | --------------------- | ------- | -------------------- | --------- |
| Maksim Glushenkov    | Zenit St. Petersburg | Rostov                | 5–0 (H) | 3 tháng 8 năm 2024   | [ 21 ]    |
| Manfred Ugalde4      | Spartak Moscow       | Lokomotiv Moscow      | 5–2 (H) | 23 tháng 11 năm 2024 | [ 22 ]    |
| Juan Manuel Boselli4 | Pari Nizhny Novgorod | Krylia Sovetov Samara | 5–2 (H) | 12 tháng 5 năm 2025  | [ 23 ]    |

- 4 Cầu thủ ghi 4 bàn thắng

### Sạch lưới
| Hạng | Cầu thủ              | Câu lạc bộ           | Sạch lưới |
| ---- | -------------------- | -------------------- | --------- |
| 1    | Yevgeni Latyshonok   | Zenit St. Petersburg | 16        |
| 2    | Stanislav Agkatsev   | Krasnodar            | 15        |
| 2    | Aleksandr Maksimenko | Spartak Moscow       | 15        |
| 4    | Igor Akinfeev        | CSKA Moscow          | 12        |
| 5    | Yevgeni Staver       | Rubin Kazan          | 7         |
| 5    | Aleksandr Vasyutin   | Akron Tolyatti       | 7         |
| 7    | Nikita Medvedev      | Pari Nizhny Novgorod | 6         |
| 7    | David Volk           | Dynamo Makhachkala   | 6         |
| 9    | Vitali Gudiyev       | Fakel Voronezh       | 5         |
| 9    | Nikita Kokarev       | Khimki               | 5         |
| 9    | Ilya Lantratov       | Lokomotiv Moscow     | 5         |
| 9    | Andrey Lunyov        | Dynamo Moscow        | 5         |
| 9    | Giorgi Sheliya       | Akhmat Grozny        | 5         |

## Giải thưởng

### Giải thưởng hàng tháng
| Tháng             | Cầu thủ xuất sắc nhất tháng | Cầu thủ xuất sắc nhất tháng | Huấn luyện viên xuất sắc nhất tháng | Huấn luyện viên xuất sắc nhất tháng | Bàn thắng đẹp nhất tháng | Bàn thắng đẹp nhất tháng | Tham khảo            |
| Tháng             | Cầu thủ                     | Câu lạc bộ                  | Huấn luyện viên                     | Câu lạc bộ                          | Cầu thủ                  | Câu lạc bộ               | Tham khảo            |
| ----------------- | --------------------------- | --------------------------- | ----------------------------------- | ----------------------------------- | ------------------------ | ------------------------ | -------------------- |
| Tháng 7/Tháng 8   | Maksim Glushenkov           | Zenit                       | Sergei Semak                        | Zenit                               | Maksim Glushenkov        | Zenit                    | [ 24 ] [ 25 ] [ 26 ] |
| Tháng 9           | Aleksey Batrakov            | Lokomotiv                   | Murad Musayev                       | Krasnodar                           | Konstantin Tyukavin      | Dynamo Moscow            | [ 27 ] [ 28 ] [ 29 ] |
| Tháng 10          | Jhon Córdoba                | Krasnodar                   | Murad Musayev                       | Krasnodar                           | Jhon Córdoba             | Krasnodar                | [ 30 ] [ 31 ] [ 32 ] |
| Tháng 11/Tháng 12 | Manfred Ugalde              | Spartak                     | Dejan Stanković                     | Spartak                             | Maksim Samorodov         | Akhmat                   | [ 33 ] [ 34 ] [ 35 ] |
| Tháng 3           | Igor Akinfeev               | CSKA                        | Marko Nikolić                       | CSKA                                | Ivan Sergeyev            | Krylia Sovetov           | [ 36 ] [ 37 ] [ 38 ] |